# Gzylowe Skały
Gzylowe Skały – skały na wzniesieniu Borynia na Wyżynie Olkuskiej. Znajdują się w lesie, w orograficznie lewych zboczach północnej części Doliny Kobylańskiej i są najbardziej na północ wysuniętymi skałami tej doliny. Znajdują się w granicach wsi Będkowice w województwie małopolskim, w powiecie krakowskim, w gminie Wielka Wieś.
Dolina Kobylańska jest jednym z najbardziej popularnych terenów wspinaczki skalnej. Gzylowe Skały to grupa wapiennych ostańców w grabowym lesie. Większość istniejących na nich dróg wspinaczkowych to drogi łatwe w zacienionym terenie. Posiadają dobrą asekurację, czasami tylko zachodzi konieczność zakładania kostek i pętelek. Skały mają wysokość 10–16 m, ściany pionowe z filarami, kominami i zacięciami. Wspinacze poprowadzili na nich 25 dróg wspinaczkowych o trudności od II do VI.2 w skali Kurtyki. Jest też jeden projekt. Skały mają wystawę północno-wschodnią i południowo-zachodnią. Niemal wszystkie mają zamontowane stałe punkty asekuracyjne: ringi (r), stanowisko zjazdowe (st) lub dwa ringi zjazdowe (drz).

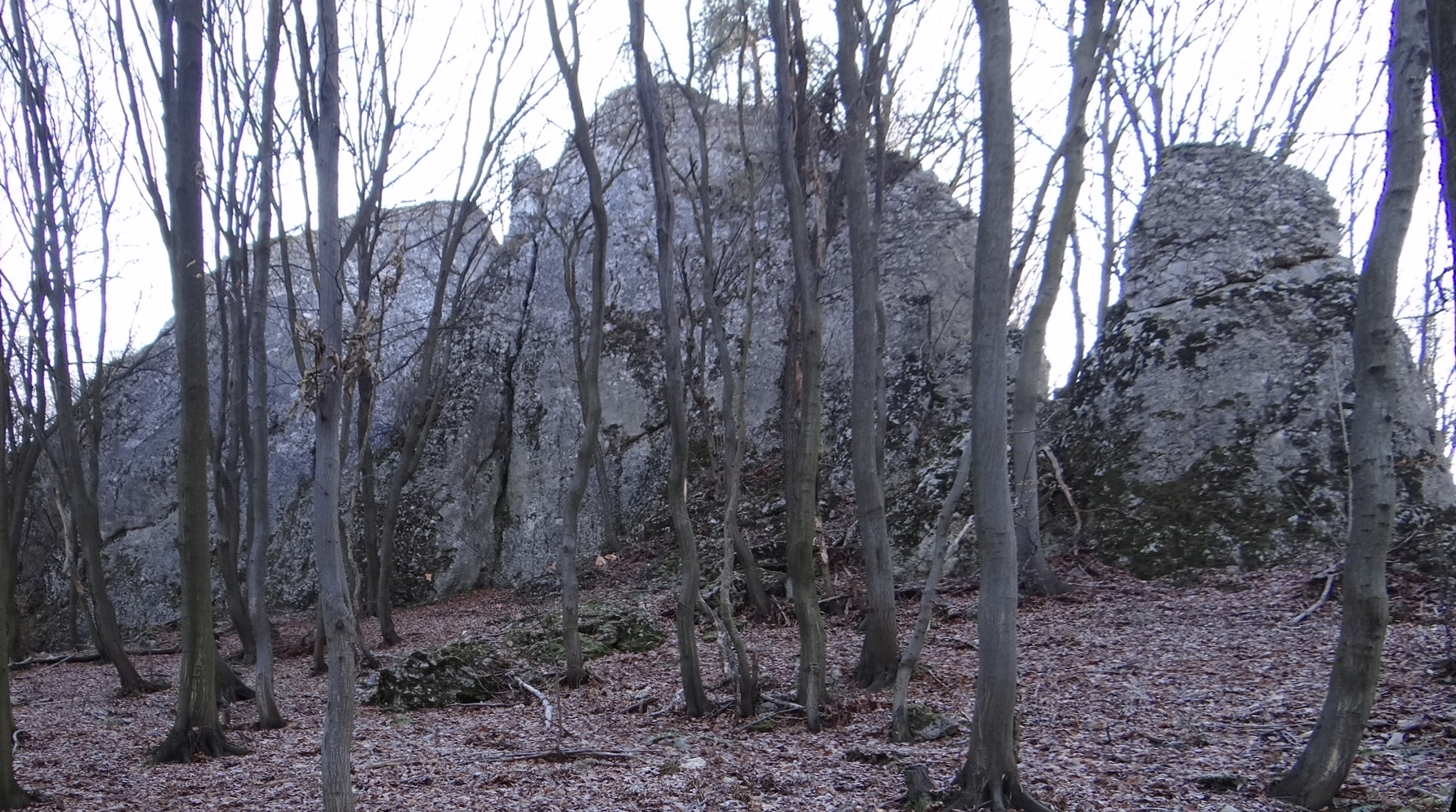
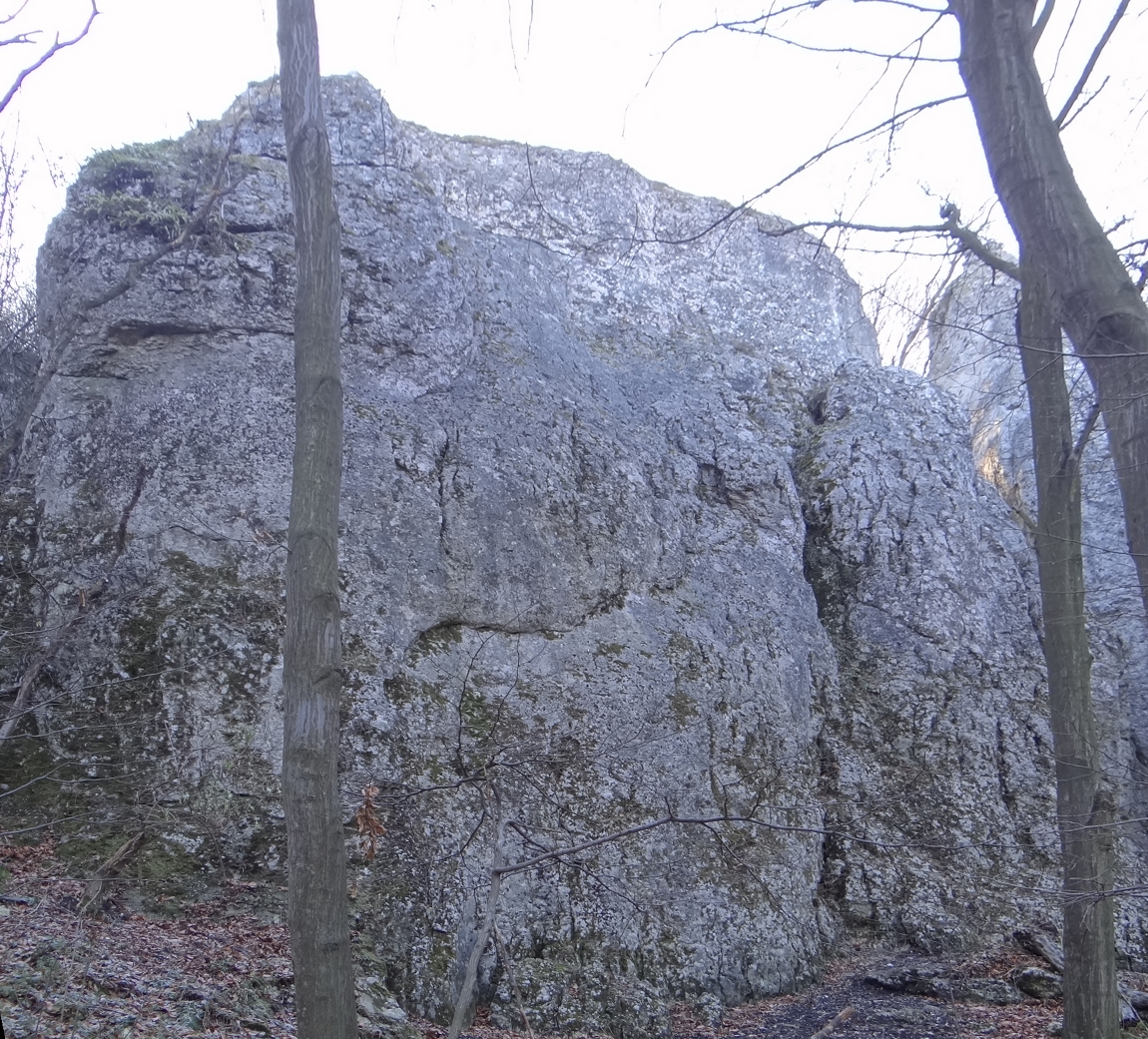
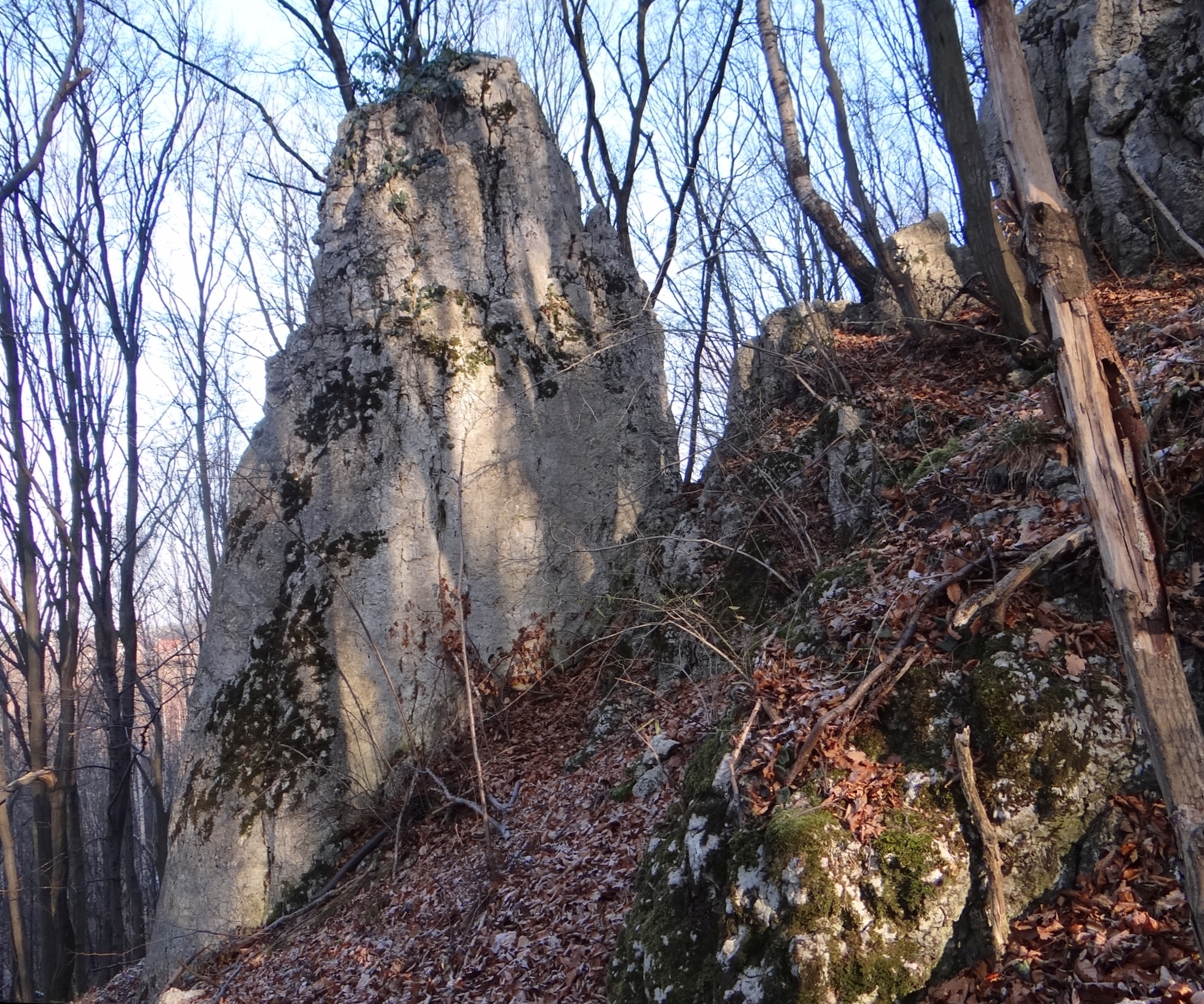
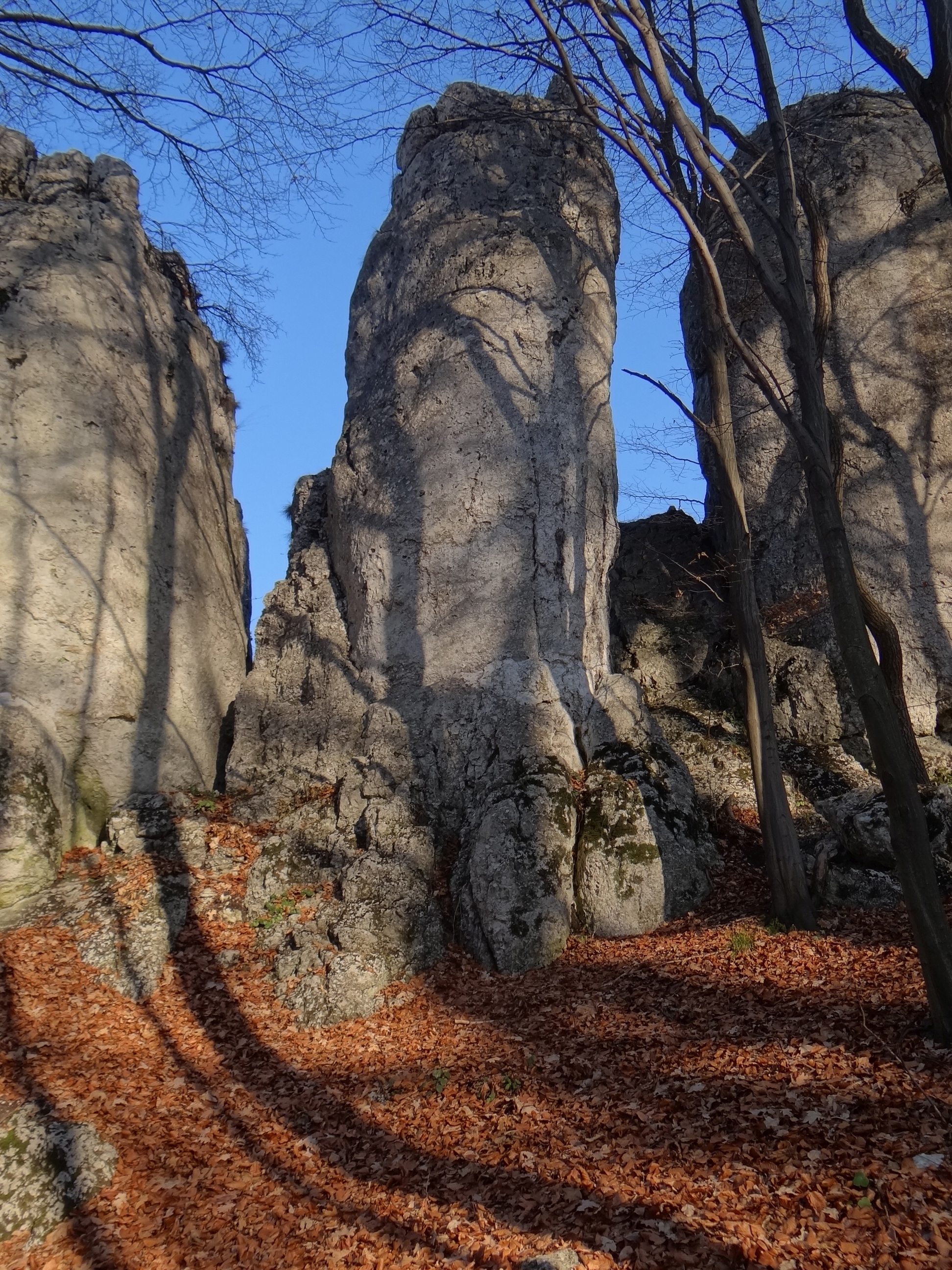
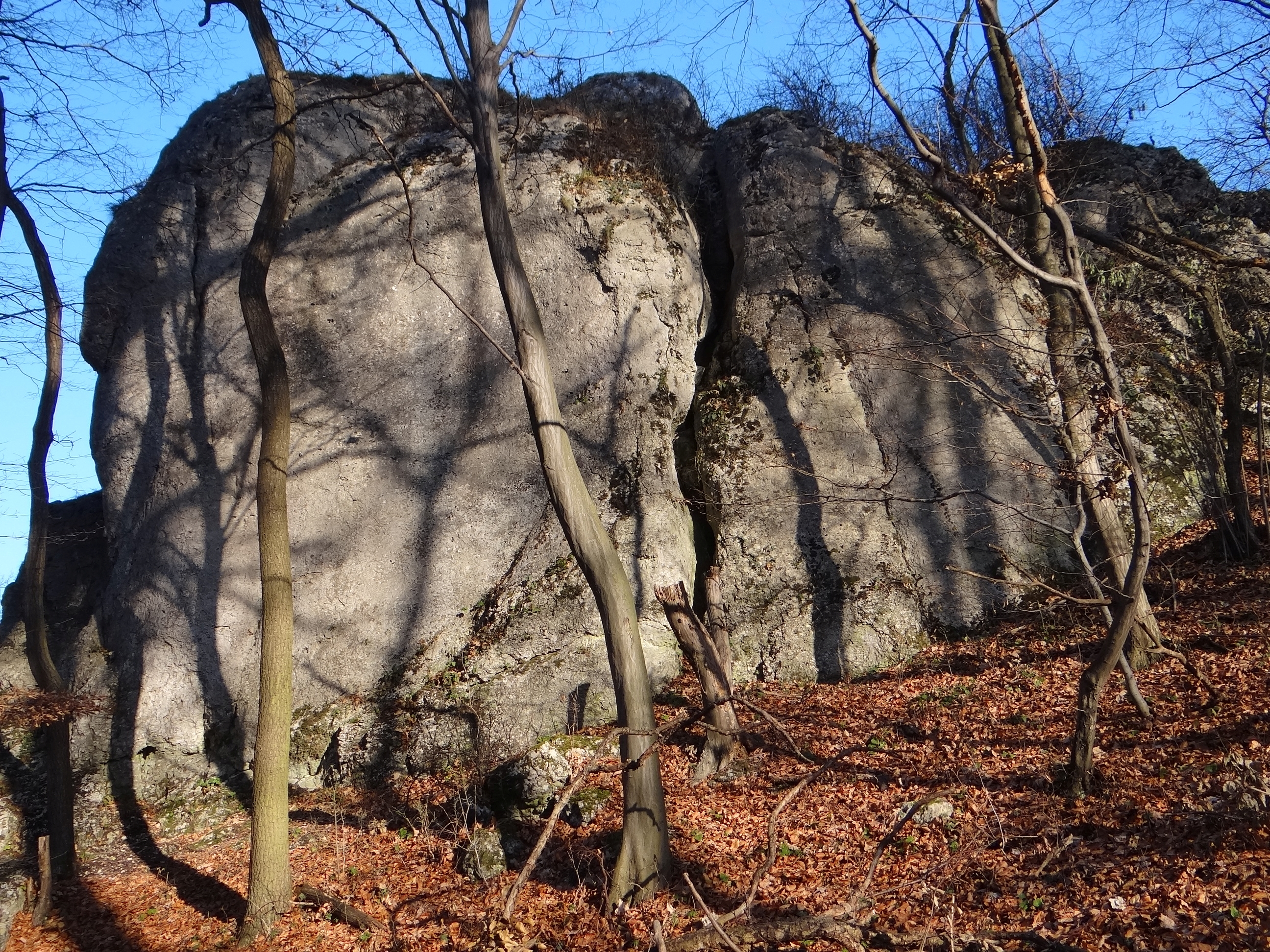
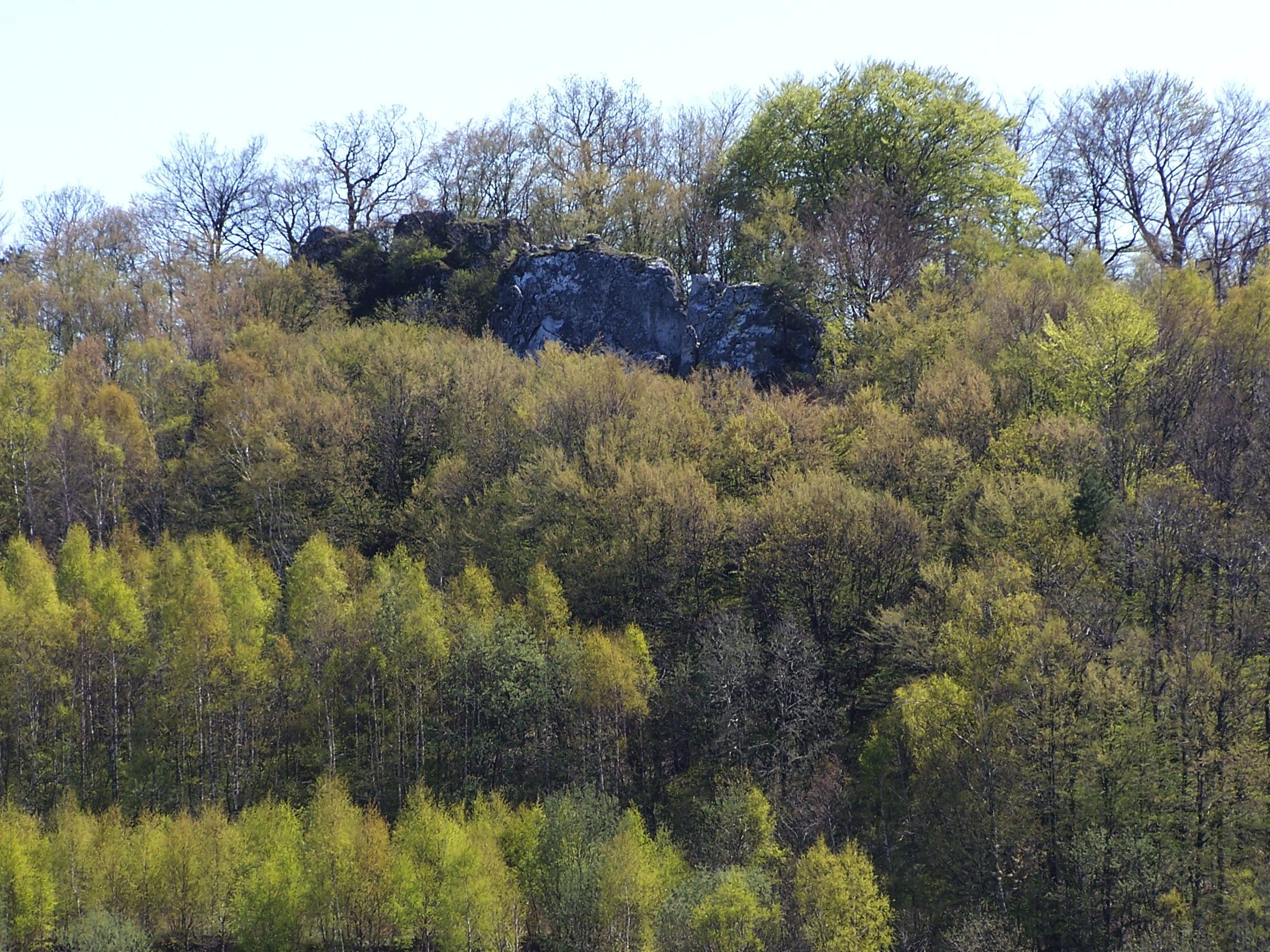

## Drogi wspinaczkowe
Gzylowe Skały I
1. Gzylowy filarek; V, 5r + st, 15 m
2. Trzy wesołe chmurki; V, 1r + st, 15 m
3. Zemsta czerwonej owieczki; V, 1r + st, 15 m
4. Ciaporek; IV, 1p + st, 15 m
5. Rampapampa; III+, 3r + st, 18 m

Gzylowe Skały II
1. Filon; IV, 6r + drz, 15 m
2. Laura; V, 6r + 1h + st, 15 m
3. Igła w kominie; V, 2r + st, 14 m
4. Projekt; 1r + st, 14 m
5. O krok od skandalu; VI.1, 4r + st, 13 m
6. Skwirówka; VI, 4r + st, 13 m

Gzylowe Skały III
1. Kiepski dobór opon; IV, 12 m
2. Kot Leonardo; V+, 4r + st, 12 m
3. Powrót do Hollental; IV, st, 12 m
4. Odrobina; V+, 1r + st, 12 m

Gzylowe Skały IV
1. Wejściowa; II, 11 m
2. Trzy zachwyty; V+, 4r + st, 11 m
3. Igła; IV, 2r + st, 10 m

Gzylowe Skały V
1. Kopyto; VI.1, 3r + st, 10 m
2. Kabanos; VI.2, 2r + st, 10 m
3. Ostatnie tchnienie kobyły; VI.2, 2r + st, 10 m
4. Komin starej kobyły; II, 9 m
5. PTCH; VI, 9 m
6. Monza; III+, 9 m

Gzylowe Skały VI
1. Gzylowe kieszonki; V+, 3r + st, 10 m
2. Benedekto; VI-, 3r + st[3].